# Gustav Park
Gustav Lars Larsson Park, född den 9 mars 1886 i Adolfström, död den 9 mars 1968, var en samisk präst i Svenska kyrkan och samepolitiskt aktiv. 

## Biografi

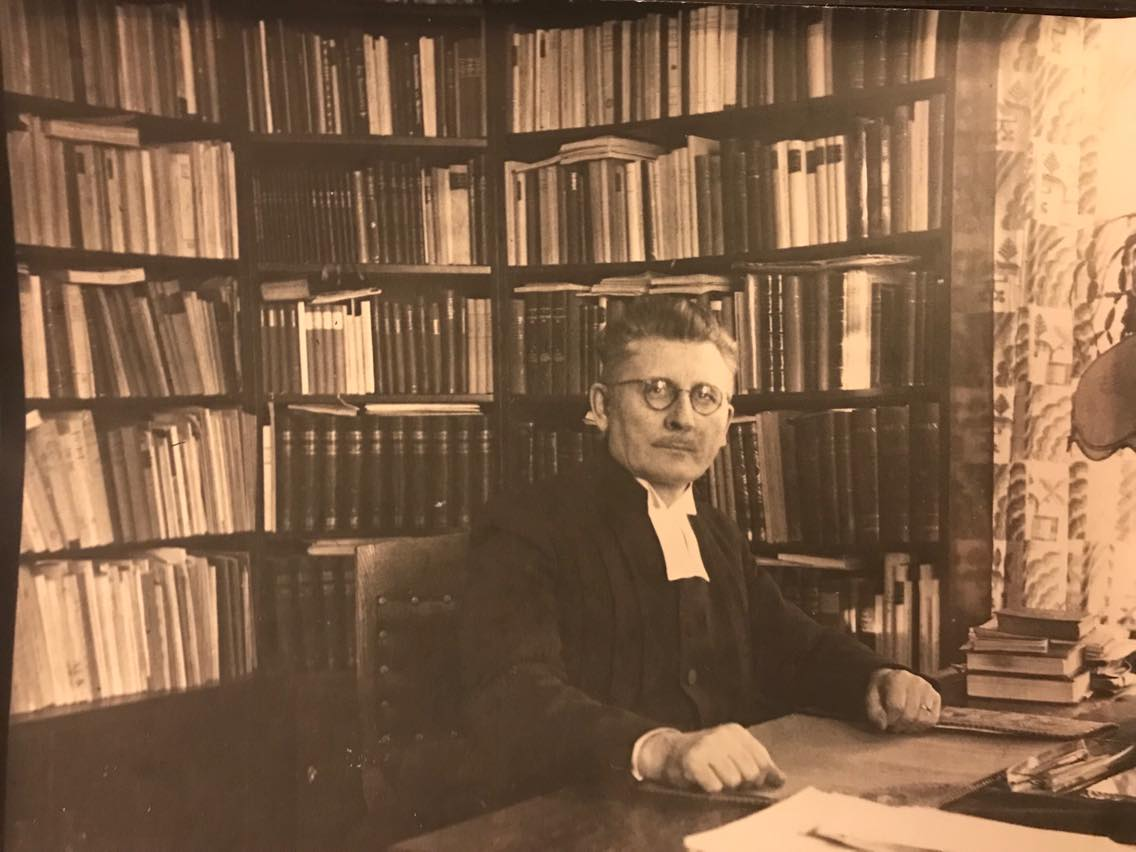
Gustav Park på sin 60-årsdag (9 mars 1946.)

Gustav Park var son till Lars Larsson Park och Greta Kajsa Mårtensdotter, båda aktiva renskötare inom det som nu kallas för Svaipa sameby. Han fick sin grundläggande skolgång vid Racksunds missionsskola. Åren 1908 och 1919 studerade han i Uppsala, först för att ta studenten och därefter för att läsa till präst. Han prästvigdes 1920 och fick därefter sin första tjänst i Glommersträsk. Från och med 1927 var han kyrkoherde i Stensele där han arbetade fram till sin pensionering 1955.
Under sin studietid blev Gustav Park samepolitiskt aktiv. Han var starkt kritisk mot det dåvarande lappskoleväsendet med undervisning i skolkåtor, liksom mot det lappfogdeväsende där samerna sattes under förmyndare. Han var en mycket stridbar debattör som kallades för lapparnas Mussolini av landshövdingen i Norrbotten, August Bernhard Gärde, men samernas Gandhi av den lika samepolitiskt aktive Torkel Tomasson. Tillsammans med Karin Stenberg tog han initiativ till Samernas folkhögskola, som startade i Sorsele 1942. Han var aktiv i grundandet av Riksförbundet Same Ätnam 1945. När Svenska Samernas Riksförbund konstituerades 1950 blev Gustav Park dess självskrivne ordförande, en post som han innehade till 1960.

## Artiklar (urval)
- Samefolkets Egen Tidning
  - 1919 – Hushållskåtorna - en dödsstöt mot sameh[5]
  - 1923 – Kyrkoherde Vilh. Montell 60 år : en samernas välgörare[6]
  - 1924 – General G. Uggla död[7]
  - 1924 – De från Karesuando utflyttade sames renskötsel - ett svårlöst problem[8]